# Peder Pedersen Pinstrup

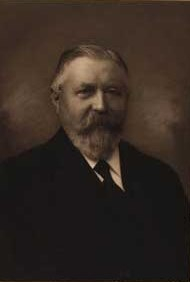
Peder Pedersen Pinstrup 1926.

Peder Pedersen Pinstrup, född den 14 december 1861 nära Nibe, död där den 30 juni 1934, var en dansk politiker.
Pinstrup var från 1888 hemmansägare i norra Jylland samt var medlem av folketinget 1903–1909 och 1910–1932. Han var en av bondevänsterns mest konsekventa och energiska representanter.

## Utmärkelser
- Riddare av Dannebrogorden,  1908[1]
- Dannebrogsmännens hederstecken,  1922[1]
- Kommendör av Dannebrogorden,  1930[1]

[Redigera Wikidata]